# Potentilla grandiloba
Potentilla grandiloba är en rosväxtart som beskrevs av M. Shah och C.C. Wilcock. Potentilla grandiloba ingår i Fingerörtssläktet som ingår i familjen rosväxter. Inga underarter finns listade i Catalogue of Life.